# بای چی
بای چی (به چینی: 白起؛ حدود ۳۳۲ پیش از میلاد – حدود ژانویه ۲۵۷ پیش از میلاد)، که همچنین با نام گونگ‌سون چی شناخته می‌شود، یک ژنرال نظامی اهل ایالت چین در دوران جنگ‌های ایالات متخاصم بود. او در منطقهٔ مِی (واقع در شهرستان کنونی مِی، در استان شاآن‌شی) زاده شد و بیش از ۳۰ سال فرماندهی ارتش چین را بر عهده داشت. بای چی مسئول مرگ بیش از یک میلیون نفر شناخته می‌شود، و به همین دلیل لقب «قصاب انسان» را به او داده‌اند.
طبق نوشته‌های شی‌جی، او بیش از ۷۳ شهر از شش ایالت متخاصم دیگر را تصرف کرد و تاکنون هیچ گزارشی مبنی بر شکست او در طول دوران نظامی‌اش یافت نشده است. او نقش کلیدی در قدرت‌گیری نظامی ایالت چین و تضعیف ایالت‌های رقیب داشت، که همین امر زمینه‌ساز فتح نهایی چین بر دیگر ایالت‌ها شد.

## تبار
در جلد دوم از جلد هفتاد و پنجم کتاب تانگ جدید آمده است که بای چی از نوادگان یک ژنرالِ دوک مو از ایالت چین به نام بای‌یی بینگ از تبار جیان بوده است. خود بای‌یی بینگ پسر جیان شو بود، که یک دانشمند و کارگزار اهل چین با اصالتی از ایالت سونگ به‌شمار می‌رفت.
با این حال، شاعر نامدار دودمان تانگ، بای جویی، در کتاب خود با عنوان ماجرای بای فوجون، فرماندار شهرستان گونگ نوشته است که بای چی از نوادگان بای‌گونگ شِنگ (از تبار بایِ خاندان میǐ بوده است. بای‌گونگ شنگ نوهٔ شاه پینگ از ایالت چو و شاهزاده‌ای یاغی در دوران سلطنت شاه هویی از چو بود.

## زندگی
در سال ۲۹۳ پیش از میلاد، «بای چی» فرماندهی ارتش «چین» را بر عهده داشت و در نبرد «یی‌چوئه» (واقع در منطقهٔ امروزی «لونگمن»، جنوب شرقی «لو‌یانگ» در استان «هنان») نیروهای ائتلافی «وی» (魏) و «هان» (韓) را شکست داد. گزارش شده که او در این نبرد حدود ۲۴۰٬۰۰۰ سرباز دشمن را قتل‌عام کرد و چندین شهر را نیز به تصرف درآورد.[8]
در سال ۲۹۲ پیش از میلاد، «بای چی» توسط شاه «ژائوشیانگ» از مقام «زوو شو ژانگ» (左庶長؛ معاون نخست‌وزیر چین) به مقام «دا لیانگ زائو» (大良造؛ فرمانده افسران، که پیش از سال ۳۲۸ پیش از میلاد عنوان نخست‌وزیر چین نیز بود) ارتقا یافت.

## در فرهنگ عامه
در فرهنگ عامهٔ چینی، بای چی یکی از چهار ژنرال بزرگ دوران پایانی ایالات متخاصم محسوب می‌شود، در کنار لی مو، وانگ جیان و لیان پو؛ و در میان این چهار نفر، از او به‌عنوان ترسناک‌ترین یاد می‌شود. در مانگای کینگدام این شخصیت به نام ژنرال هاکوکی به تصویر کشیده شده است.